# Distretto di Sütçüler
Il distretto di Sütçüler (in turco Sütçüler ilçesi) è uno dei distretti della provincia di Isparta, in Turchia.